# ニトロゲナーゼ (フラボドキシン)
ニトロゲナーゼ (フラボドキシン)(nitrogenase (flavodoxin))は、窒素代謝酵素の一つで、次の化学反応を触媒する酸化還元酵素である。
6 還元型フラボドキシン + 6 H+ + N2 + n ATP {\displaystyle \rightleftharpoons } 6 酸化型フラボドキシン + 2 NH3 + n ADP + n リン酸
この酵素の基質は還元型フラボドキシン、H+、N2とATPで、生成物は酸化型フラボドキシン、NH3、ADPとリン酸である。補因子としてモリブデンと鉄硫黄を用いる。
この酵素は酸化還元酵素に属し、N2を電子受容体として供与体の還元型フラボドキシンに特異的に作用する。組織名はreduced flavodoxin:dinitrogen oxidoreductase (ATP-hydrolysing)である。